# Ляминский переулок (Пушкин)
Ляминский переулок — переулок в городе Пушкине (Пушкинский район Санкт-Петербурга). Проходит от дома 23 по Школьной улице до пандуса дома 10, корпус 1, по Октябрьскому бульвару.
Название было присвоено 18 марта 1903 года по фамилии землевладельца. Первоначально Ляминский переулок проходил от Школьной улицы до Леонтьевской. Участок возле Леонтьевской был упразднён в 1960-х годах (в 2000 году там был построен жилой дом, въезд в паркинг которого организован точно в створе переулка), а возле Школьной — в 1980-х (позднее, в 1995 году, там был построен жилой дом 23 по Школьной улице, пропустивший Ляминский переулок под своей аркой).
Попасть в Ляминский переулок можно с Церковной улицы либо по внутриквартальным проездам.